# Aplikovaná geologie
Aplikovaná geologie se zabývá praktickým využitím geologického výzkumu.

## Ložisková geologie
Ložiskoví geologové pomáhají najít a spravovat přírodní suroviny, jako jsou např. ropa a uhlí, ale také minerální suroviny mezi které patří kovy jako jsou železo, uran a měď.

## Hornická geologie

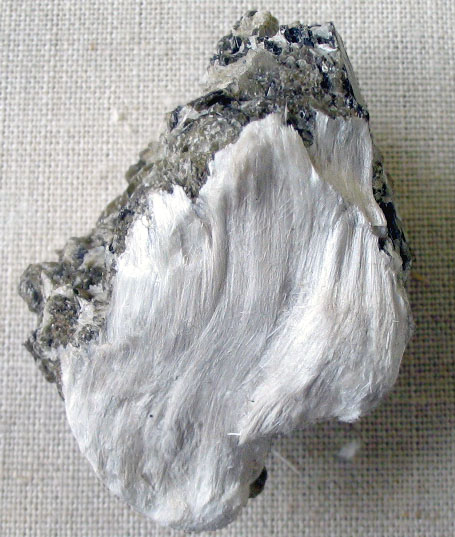
Azbest

Hornická geologie se stará o proces extrakce minerálních surovin ze země. Některé zdroje ekonomického zájmu jsou např. drahé kameny, kovy a mnoho minerálů jako jsou např. azbest, perlit, slída, fosfáty, zeolity, jíl, pemza, křemen a oxid křemičitý, stejně jako prvky jako např. síra, chlór a hélium.

## Ropná geologie

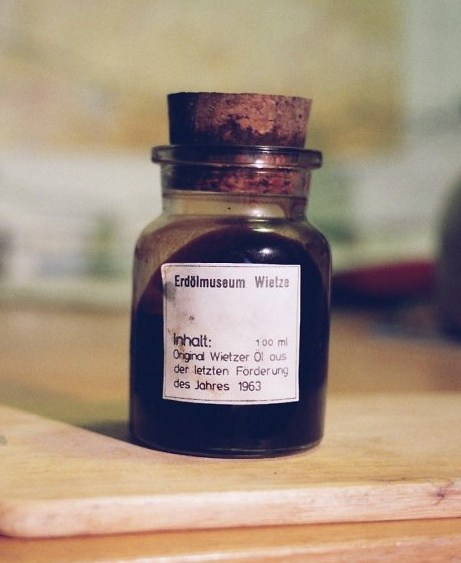
Petrolej

Ropní geologové zkoumají lokality povrchu Země, které by mohly obsahovat vytěžitelné uhlovodíky, zejména ropu a zemní plyn. Protože většina těchto lokalit se nachází v sedimentárních pánvích, studují i nejen formace těchto pánví ,ale také jejich usazenost a tektonický vývoj a pozice, na kterých se ke dnešnímu dni nachází skalní jednotky.

## Hydrogeologie a environmentalistické potíže
Geologie a geologické principy mohou být použity na zpravení mnoha přírodních problémů, jako jsou např. obnova vodních toků, obnova starých průmyslových zón a pochopení interakcí mezi přírodními lokalitami a geologickým prostředím. Hydrologie podzemních vodních toků, neboli hydrogeologie, jsou používány k zjištění lokace podzemních vod, které často mohou poskytnout zásobu nekontaminované vody a je speciálně důležitá v suchých oblastech a k monitorování rozšiřování kontaminace ve studnách a zásobárnách podzemních vod.
Geologové také sbírají data skrze stratigafy, vrty, ledová jádra a jádra vzorků. Ledová jádra a sedimentační jádra jsou používány k paleoklimatickým rekonstrukcím, které mohou geologům prozradit mnoho o minulosti a dnešních teplotách, srážkách a mořské hladině napříč zeměkoulí. Tato data jsou hlavním zdrojem informací pro téma globálního oteplování.

## Přírodní nebezpečí
Geologové a geofyzikové studují přírodní nebezpečí za účelem vývoje bezpečnostních pokynů ke stavbám a varovným systémům, které jsou používány za účelem ochrany majetku a životů. Příklady důležitých přírodních hrozeb, které jsou relevantní k geologii jsou:
- Laviny
- Zemětřesení
- Sesuvy půdy
- Odtržení či migrace říčních kanálů
- Zkapalňování
- Navrtávání
- Poklesy hladiny
- Tsunami
- Sopky